# Death Note: Killer Within
 (novembre 2024).
La mise en forme du texte ne suit pas les recommandations de Wikipédia : il faut le « wikifier ».
Les points d'amélioration suivants sont les cas les plus fréquents. Le détail des points à revoir est peut-être précisé sur la page de discussion.
- Les titres sont pré-formatés par le logiciel. Ils ne sont ni en capitales, ni en gras.
- Le texte ne doit pas être écrit en capitales (les noms de famille non plus), ni en gras, ni en italique, ni en « petit »…
- Le gras n'est utilisé que pour surligner le titre de l'article dans l'introduction, une seule fois.
- L'italique est rarement utilisé : mots en langue étrangère, titres d'œuvres, noms de bateaux, etc.
- Les citations ne sont pas en italique mais en corps de texte normal. Elles sont entourées par des guillemets français : « et ».
- Les listes à puces sont à éviter, des paragraphes rédigés étant largement préférés. Les tableaux sont à réserver à la présentation de données structurées (résultats, etc.).
- Les appels de note de bas de page (petits chiffres en exposant, introduits par l'outil «  Source ») sont à placer entre la fin de phrase et le point final[comme ça].
- Les liens internes (vers d'autres articles de Wikipédia) sont à choisir avec parcimonie. Créez des liens vers des articles approfondissant le sujet. Les termes génériques sans rapport avec le sujet sont à éviter, ainsi que les répétitions de liens vers un même terme.
- Les liens externes sont à placer uniquement dans une section « Liens externes », à la fin de l'article. Ces liens sont à choisir avec parcimonie suivant les règles définies. Si un lien sert de source à l'article, son insertion dans le texte est à faire par les notes de bas de page.
- La présentation des références doit suivre les conventions bibliographiques. Il est recommandé d'utiliser les modèles {{Ouvrage}}, {{Chapitre}}, {{Article}}, {{Lien web}} et/ou {{Bibliographie}}. Le mode d'édition visuel peut mettre en forme automatiquement les références.
- Insérer une infobox (cadre d'informations à droite) n'est pas obligatoire pour parachever la mise en page.

Pour une aide détaillée, merci de consulter Aide:Wikification.
Si vous pensez que ces points ont été résolus, vous pouvez retirer ce bandeau et améliorer la mise en forme d'un autre article.
Death Note: Killer Within est un jeu vidéo de déduction sociale en ligne développé par Grounding et édité par Bandai Namco Entertainment. Il est sorti le 5 novembre 2024 sur Steam, PlayStation 4 et PlayStation 5,.
Le jeu reprend des éléments de l'univers du manga Death Note, notamment en plongeant les joueurs dans la peau de figurines utilisées par Near. 

## Système du jeu
Ce jeu se déroule sur une sorte de plateau de jeu de société fictif, s'inspirant de certains de lieux du manga Death Note. Il oppose les personnages de L et de Kira, les joueurs incarnant quant à eux des figurines utilisées par Near.
Chaque salon peut accueillir jusqu'à dix joueurs, qui sont divisés en deux camps. L'équipe de L, en bleu, est composée de 7 enquêteurs et d'un seul L. Son objectif est soit de trouver Kira afin de le voter en majorité, soit de compléter des missions pour atteindra une jauge de 100%. L'équipe de Kira, en rouge, est composée d'un Adepte de Kira et d'un Kira. Son objectif est soit de trouver L afin d'obtenir son identifiant et l'éliminer, soit de compléter des missions du "Nouveau Monde" pour atteindre une jauge de 100% en effectuant des sabotages et en éliminant des criminels.
Les missions des enquêteurs sont de parler aux PNJ verts afin de faire progresser la jauge de l'équipe et de potentiellement obtenir des informations sur Kira ou de son Adepte, de récupérer un carton pour le donner à un autre joueur, et de surveiller un autre joueur. L peut choisir deux joueurs qui devront faire une mission ensemble afin de faire progresser la jauge, contrairement aux enquêteurs classiques, il a la possibilité de voir les caméras de vidéo-surveillance et de répandre un message en cas de cadavre d'un autre joueur trouvé ou d'un Death Note étant utilisé. En plus de cela, quand certaines conditions sont remplies, il peut lancer une mission pour installer des caméras à de nouveaux endroits, et enfin, il a la possibilité de lancer une mission, une seule fois, qui permet d'innocenter complètement un enquêteur s'il fait cette mission.
Chaque joueur possède un identifiant et un carnet, si un joueur reste assez proche assez longtemps d'un autre joueur, un message « Votre identifiant a peut-être été volée ! » apparaîtra, si Kira veut éliminer un enquêteur, il a besoin de son identifiant. Par conséquent, tous les joueurs ont la possibilité de marquer dans leur carnet qui ont pu voler leur identifiant, à la fin de chaque manche, les joueurs peuvent voir s'ils ont perdus leur identifiant ou non et peuvent utiliser cette particularité pour innocenter ou pour accuser quelqu'un. Si un joueur meurt et que quelqu'un fouille son cadavre, il peut récupérer son carnet pour voir les personnes qu'il soupçonnait, ou à l'inverse récupérer le carnet pour cacher qu'il soupçonnait s'il fait partie de l'équipe de Kira.
Quant à Kira, il possède à sa disposition le Death Note, s'il réussit à voler l'identifiant de quelqu'un, il peut tuer cette personne et manipuler ses gestes afin qu'il meurt dans l'endroit qu'il veut. L'Adepte de Kira a également la possibilité de voler des identifiants, mais il n'a pas de Death Note, il peut cependant donner les identifiants à Kira pour qu'il les tue. L'équipe de Kira a la possibilité d'activer des sabotages afin d'obliger les enquêteurs à aller les réparer et de créer des regroupements, si les enquêteurs réparent ces sabotages, ils empêchent la jauge du "Nouveau Monde" de progresser de 10%. Kira possède une dernière particularité qui est de pouvoir donner le Death Note à son Adepte, qui deviendra Kira à son tour.
Chaque manche dure environ 2 minutes, les manches ont un temps de pause quand il y a un sabotage de Kira. Pendant les manches, les joueurs peuvent communiquer entre eux à l'aide du chat de proximité, l'équipe de Kira a un moyen de communication de plus qui est la radio.
Après chaque manche, les joueurs doivent débattre entre eux dans une réunion afin de décider s'ils doivent voter quelqu'un pour être enchainé à la personne qui mettra les menottes. S'ils votent un innocent, son identifiant sera révélé et il pourra être tué par Kira. S'ils votent l'Adepte de Kira et qu'il possède un ou plusieurs identifiants, il ira en prison et ne pourra plus jouer. Si l'Adepte n'a pas d'identifiant sur lui, il sera simplement enchainé une manche avec la personne qui lui mettra les menottes. La personne qui met les menottes est choisie par L, et celui-ci peut d'ailleurs diriger la réunion afin de donner des indications aux autres joueurs sans révéler son identité.